# Clostridia
Clostridia — клас грам-позитивних бактерій типу Firmicutes, що включає рід Clostridium та пов'язані роди. Ці бактерії відрізняються від представників класу Bacilli відсутністю аеробного дихання. Деякі дані вказують, що ці група може бути не монофілетичною, проте точні таксономічні відносини залишаються нез'ясованими. Ймовірно, група буде переглянута в майбутньому.
Найвідоміші види класу включають:
- Clostridium perfringens (гангрена, харчові отруєння)
- Clostridium difficile (коліт)
- Clostridium tetani (правець)
- Clostridium botulinum (ботулізм)
- Clostridium acetobutylicum

Деякі з ферментів, що виробляються представниками групи, використовуються в біоремедіації.